# Ambrostoma
Ambrostoma es un género de escarabajos de la familia Chrysomelidae.

## Historia
El género Ambrostoma fue introducido por Victor Ivanovitsch Motschulsky con tres especies: Ambrostoma quadriimpressum, Ambrostoma chinense (= Ambrostoma fortunei Baly, 1860) y Ambrostoma nepalense (= Ambrostoma mahesa Hope, 1831). La primera revisión del género la llevó a cabo Chen, S. H. en 1936, quien también clasificó las especies del género en dos subgéneros — Ambrostoma y Parambrostoma. Estos en 1981 se redefinieron como géneros por Wang, S. Y. y Chen, S. C., así que ahora quedan excluidas del género Ambrostroma las especies pertenecientes a Parambrostoma.

## Descripción
Escarabajos del género Ambrostoma tienen un cuerpo de unos 7-12 mm con una superficie lisa reluciendo en varios colores. Tienen alas posterioras.

## Especies
El género ahora contiene las siguientes especies:
- Ambrostoma chinkinyui Kimoto & Osawa, 1995[3][2]
- Ambrostoma fasciatum Chen[2]
- Ambrostoma fortunei (Baly)[2]
- Ambrostoma fulgurans (Achard)[2]
- Ambrostoma laosensis Kimoto & Gressitt, 1981[3]
- Ambrostoma leigongshana[3][4] / Ambrostoma leigongshanum[2] Wang, 1992
- Ambrostoma montana Medvedev, 1990[3]
- Ambrostoma omeishanum Gressit & Kimoto[2]
- Ambrostoma rugosopunctatum Chen[2]
- Ambrostoma superbum (Thunberg)[2]

## Distribución geográfica
Las especies de este género habitan en Nepal, Taiwán, China central, el noreste y el sureste de China.